# Karl Pallmann
Karl Pallmann (* 23. Dezember 1881 in Landstuhl; † 21. März 1968 in Kaiserslautern) war ein deutscher Politiker (Wirtschaftspartei) und Reichstagsabgeordneter zwischen 1928 und 1930 sowie nochmals 1932 für kurze Zeit.

## Leben und Wirken
Pallmann besuchte die Volksschule in Landstuhl. Anschließend absolvierte er eine kaufmännische Lehre in Merzig an der Saar. Außerdem wurde er an der Handelsschule in Donauwörth ausgebildet. Danach arbeitete er als Handlungsgehilfe im Eisenwarengeschäft seines Onkels, „Pallmann Nachfolger“. Nach Unstimmigkeiten mit Geschäftspartnern seines Vaters verließ Pallmann 1910 freiwillig das Unternehmen seines Onkels und gründete sein eigenes Eisenwarengeschäft („Firma Pallmann“), das bis heute als Haushaltwarenladen in der Kaiserslauterer Innenstadt besteht. 1911 heiratete Pallmann Barbara Heger. Die Ehe währte bis zum Tod von Pallmanns Frau 1966. Da die Ehe kinderlos blieb, adoptierte Pallmann seinen Neffen Klaus Pallmann. Gewerkschaftlich betätigte Pallmann sich im Handlungsgehilfenverein, in dem er sich unter anderem für die Abschaffung der damals üblichen Sonntagsarbeit einsetzte. 
Nach dem Ersten Weltkrieg begann Pallmann sich in der Reichspartei des deutschen Mittelstandes (Wirtschaftspartei) zu engagieren. Bei den Reichstagswahlen vom Mai 1928 wurde Pallmann als Kandidat der Wirtschaftspartei für den Wahlkreis 26 (Franken) in den Reichstag gewählt, dem er zunächst bis zu den Wahlen vom September 1930 angehörte. Im April 1932 kehrte Pallmann im Nachrückverfahren für den ausgeschiedenen Abgeordneten der Wirtschaftspartei in den Reichstag zurück, dem er diesmal bis zu den Wahlen vom Juli 1932 angehörte.
Nach dem Zweiten Weltkrieg wurde Pallmann zum Präsidenten des Ernährungsbeirates für die französische Zone ernannt. 1954 wurde Pallmann Vorsitzender des Einzelhandelsverbandes Pfalz und Vizepräsident der Pfälzischen Industrie- und Handelskammer. 1957 wurde er anlässlich seines 75. Geburtstages mit dem Großen Bundesverdienstkreuz ausgezeichnet.

## Schriften
- Aus meiner Vergangenheit als Lautrer Bürger. In: Heimatkalender für die Stadt und den Landkreis Kaiserslautern. 1965.